# Erik Bjurberg
Erik Albert Bjurberg (* 1. Juni 1895 in Solna; † 22. Juni 1976 in Bandhagen (Stockholm)) war ein schwedischer Radrennfahrer und nationaler Meister im Radsport.

## Sportliche Laufbahn
Bjurberg war Straßenradsportler und Teilnehmer der Olympischen Sommerspiele 1924 in Paris. Im olympischen Straßenrennen schied er aus. In der Mannschaftswertung des Straßenrennens errang er mit Erik Bohlin, Ragnar Malm und Gunnar Sköld die Bronzemedaille.
1918, 1919 und 1920 gewann er mit Ragnar Malm und Sigfrid Lundberg die nationale Meisterschaft Mannschaftswertung des Einzelzeitfahrens. 1921, 1922 und 1925 holte er diesen Titel gemeinsam mit Arthur Bjurberg und Hjalmar Bjurberg. Im Mannschaftszeitfahren gewann er die Meisterschaft 1921 mit Karl Lundberger und Olle Svensson. Er startete für den Verein SK Iter Stockholm.

## Familiäres
Seine Brüder Arthur Bjurberg und Hjalmar Bjurberg waren ebenfalls Radrennfahrer.